# 盛曼
盛曼，孫吳人，孫休時期擔任建平太守。公元264年，蜀漢滅亡後，被孫休派去跟隨陸抗等人攻打蜀漢的巴東太守羅憲，盛曼勸羅憲開城門投降，但遭到羅憲的参军杨宗辱罵，最終失敗而退軍。